# Емма Челіус
Емма Челіус (англ. Emma Chelius, 2 серпня 1996) — південноафриканська плавчиня.
Учасниця Олімпійських Ігор 2020 року.
Переможниця Африканських ігор 2019 року.